# Helena de Egipto
Helena de Egipto fue una pintora que vivió en el siglo IV a. C..

## Biografía
Helena aprendió su oficio de su padre, Timón de Egipto, quien también era artista. Helena trabajó en el período posterior a la muerte de Alejandro Magno en 323 a. C.

### Obras
Helena pintó una escena de Alejandro derrotando al gobernante persa, Darío III, en la batalla de Issos en el sur de Asia Menor.
Plinio el Viejo escribe que "La batalla de Issos" fue la única obra pintada de Helena, de la cual hay una reproducción en mosaico. De hecho, se encontró una reproducción en mosaico en Pompeya. La atribución se disputa debido al género de Helena; ningún otro trabajo de mosaico realizado por mujeres ha sido descubierto en este período de la historia.